# 开原崇寿寺塔
开原崇寿寺塔，是一座辽金古建筑，位于辽宁省铁岭市开原市老城西南隅崇寿寺内。已列为全国重点文物保护单位。

## 历史
开原崇寿寺塔建于辽代晚期，竣工于金代初年。

## 建筑
开原崇寿寺塔是一座实心密檐式砖塔，八角十三级，高45.82米，占地面积120平方米。塔身八面佛龛，供奉八尊佛像。

## 保护
1963年9月30日，开原崇寿寺塔由辽宁省人民政府公布为第一批辽宁省文物保护单位。
2019年10月7日，开原崇寿寺塔由中华人民共和国国务院公布为第八批全国重点文物保护单位，编号8-0262-3-065。